# José Salomón
José Salomón (La Plata, 9 de junho de 1916 - 1990) é um ex-futebolista argentino que atuava como lateral direito.

## História

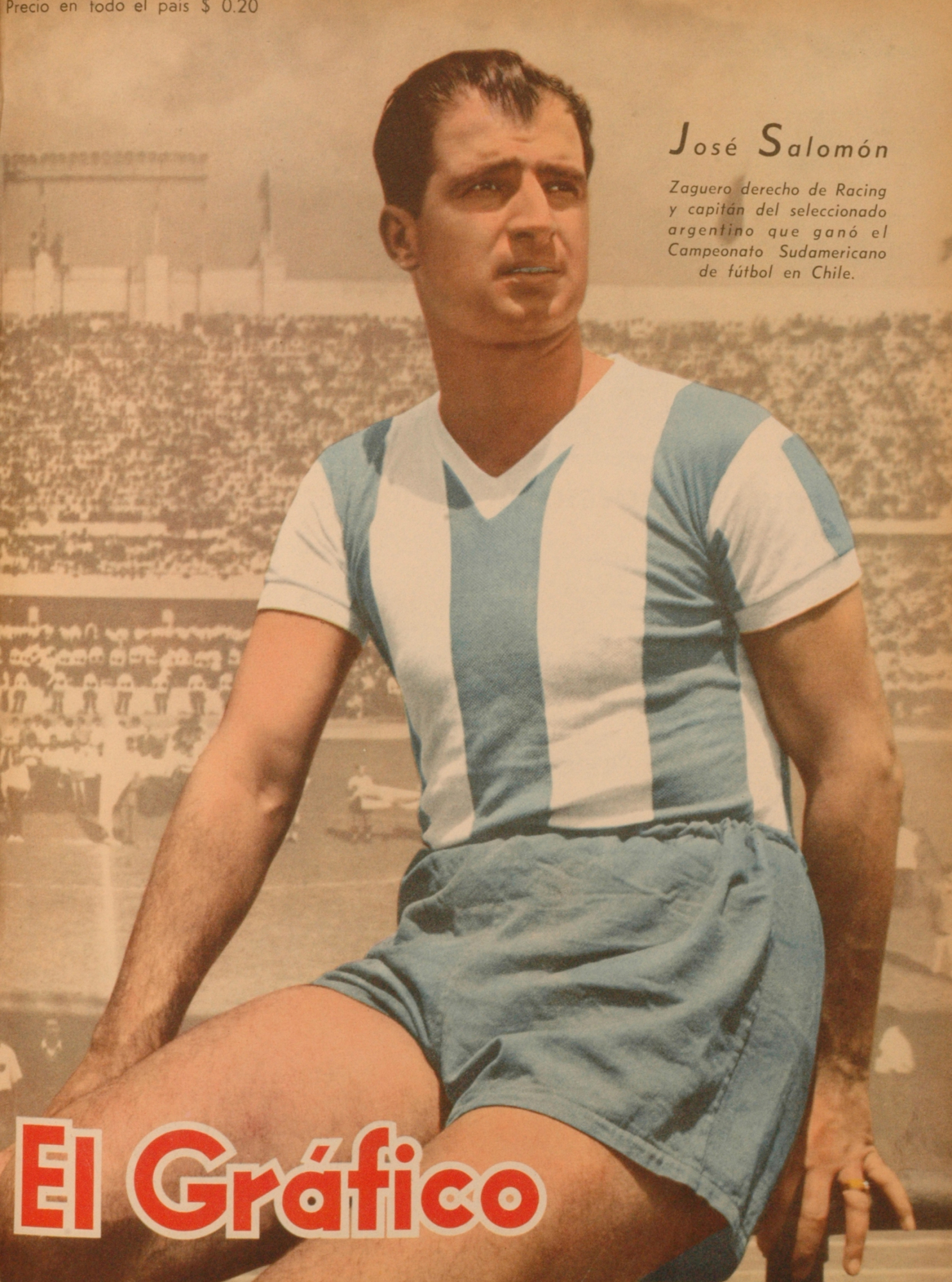
José Salomón em 1941

Nasceu em 9 de julho de 1916 em La Plata (província de Buenos Aires). Ele começou sua carreira no futebol em 1934 no clube Talleres de Remedios de Escalada. Chegou ao Racing em 1939 numa operação que o trouxe mais como eventual substituto de "Ruso" José María González, já que quem realmente se interessou na época foi Alberto Máspero.
Salomón é tido como um dos maiores ídolos do Racing, mesmo sem ter conquistado títulos pela Academia.[carece de fontes?] Veio em 1939 do Talleres de Remedios de Escalada (onde iniciara a carreira em 1934), conquistando um lugar no time de Avellaneda em silêncio, mas com grande entrega e voluntariedade em campo. Logo mostrou também uma voz contagiante de comando, tornando-se capitão da equipe e chegando à Seleção Argentina, onde também seria capitão.
Pela Alviceleste, disputou quatro Copas América, ganhando três e sendo vice na outra. Na realização da última delas, a de 1946, todavia, já não era o mesmo: em fevereiro daquele ano, em partida contra o Brasil pela Copa Roca, fraturou a perna em uma dividida com Chico. Em outros relatos, o lance teria sido com Jair da Rosa Pinto, que teria desviado de uma tentativa de carrinho de Salomón, que então teria pisado torto e se machucado sozinho. Fato é que a lesão desencadeou uma pancadaria generalizada entre brasileiros e argentinos.
O clima antes do jogo já estava tenso justamente por causa de outro argentino fraturado em um confronto contra o Brasil: o zagueiro Battagliero também havia quebrado a perna, em lance casual com Ademir, na Copa Roca anterior, e inclusive desfilado de maca antes da partida em que Salomón se contundiria. Cercados e agredidos por socos, pedradas e até espadadas pelos adversários e pela polícia, os brasileiros só continuaram em campo após serem avisados de que sua segurança não estaria garantida se a partida não prosseguisse. A Confederação Brasileira de Desportos cortaria relações com a Associação do Futebol Argentino, só retomando-as dez anos depois. Um dos motivos para que a Argentina optasse por não disputar um lugar na Copa do Mundo de 1950, que ocorreria no Brasil, teria se dado em função desse detalhe.[carece de fontes?]
Salomón, que tinha 215 partidas pelo Racing, tentou duas vezes regressar aos gramados: no Liverpool do Uruguai, no ano seguinte, e em uma volta ao Talleres, em 1950, mas, sem o mesmo rendimento, aposentou-se na antiga equipe.

## Títulos

### Clube

#### Racing Club
- Copa de Competencia Británica: 1945[carece de fontes?]

### Internacional

#### Seleção Argentina de Futebol
- Copa América: 1941, 1945, 1946[carece de fontes?]